# Liste polnischer Zeitungen
Die Liste polnischer Zeitungen ist eine unvollständige Auflistung der in der Republik Polen erscheinenden Zeitungen. 
In Polen ist die Unterscheidung zwischen traditionellem Breitseitenformat und Tabloid kein sinnvolles Unterscheidungskriterium (mehr), da in den frühen 1990ern ein Großteil der Presse unabhängig von den vertretenen Inhalten auf das als leserfreundlicher empfundene kleinere Format umgestellt wurde.

## Landesweite Presse

### Tageszeitungen

#### Politik, Gesellschaft, Wirtschaft
- Dziennik Gazeta Prawna
- Rzeczpospolita
- Nasz Dziennik
- Gazeta Polska Codziennie
- Gazeta Wyborcza
- Trybuna

#### Boulevard
- Fakt
- Super Express

#### Wirtschaft
- Puls Biznesu
- Parkiet Gazeta Giełdy

#### Sport
- Przegląd Sportowy
- Sport (polnische Zeitung)

### Politische Wochenzeitungen und Magazine
- Niedziela
- Gość Niedzielny
- Tygodnik Powszechny
- Angora
- Wprost (seit 2020 nur Online)
- Tygodnik Solidarność
- Do Rzeczy
- Gazeta Polska
- Sieci
- Gazeta Warszawska
- Najwyższy Czas! (alle zwei Wochen)
- Newsweek Polska
- Polityka
- Nie
- Przegląd

## Regionale Tageszeitungen

### Großpolen
- Gazeta Poznańska
- Głos Wielkopolski

### Kujawien-Pommern
- Gazeta Pomorska
- Express Bydgoski
- Nowości: Gazeta Pomorza i Kujaw

### Kleinpolen
- Gazeta Krakowska
- Dziennik Polski

### Łódź
- Dziennik Łódzki und Wiadomości Dnia
- Express Ilustrowany

### Niederschlesien
- Gazeta Wrocławska
- Słowo Polskie

### Lublin
- Dziennik Wschodni
- Kurier Lubelski
- Nowiny

### Lebus
- Gazeta Lubuska

### Masowien
- Polska Metropolia Warszawska
- Życie Warszawy
- Echo Dnia

### Oppeln
- Oppelner Nachrichten (schles.)
- Nowa Trybuna Opolska

### Podlachien
- Gazeta Współczesna
- Kurier Poranny

### Pommern
- Dziennik Bałtycki
- Głos Pomorza
- Gazeta Pomorska

### Heiligkreuz
- Echo Dnia
- Słowo Ludu

### Schlesien
- Dziennik Zachodni
- Trybuna Śląska

### Karpatenvorland
- Nowiny
- Super Nowości
- Echo Dnia

### Ermland-Masuren
- Gazeta Olsztyńska
- Gazeta Współczesna

### Westpommern
- Kurier Szczeciński
- Głos Szczeciński
- Głos Koszaliński und Słupski
- Głos Pomorza

## Internationale Zeitungen
- The Warsaw Voice (englischsprachig, monatlich)
- Warsaw Business Journal (englischsprachig, wöchentlich)